# 瓦尔吕 (瓦兹省)
瓦尔吕（法語：Warluis，法語發音：[vaʁlɥi]）是法国瓦兹省的一个市镇，属于博韦区。

## 地理
瓦尔吕（49°23'17"N, 2°8'27"E）面积11.44 平方千米，位于法国上法蘭西大區瓦兹省，该省份为法国北部内陆省份，北起索姆省，西接厄尔省和滨海塞纳省，南至塞纳-马恩省和瓦兹河谷省，东临埃纳省。
与瓦尔吕接壤的市镇（或旧市镇、城区）包括：阿布库尔、阿洛讷、泰兰河畔巴约勒、泰兰河畔蒙特勒伊、罗希孔代、圣叙尔皮斯、泰尔多讷、维莱圣塞皮尔克。

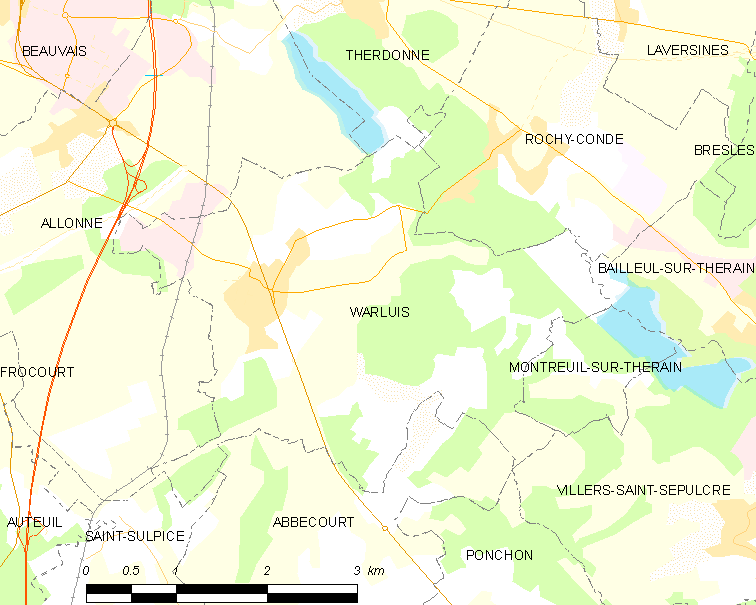
的OSM定位图

瓦尔吕的时区为UTC+01:00、UTC+02:00（夏令时）。

## 行政
瓦尔吕的邮政编码为60430，INSEE市镇编码为60700。

## 政治
瓦尔吕所属的省级选区为博韦第二县。

## 人口

1962-2008年间人口变化图示

瓦尔吕于2022年1月1日时的人口数量为1220人。